# Скроботно
Скроботно (серб. Скроботно / Skrobotno) — село в общине Билеча Республики Сербской Боснии и Герцеговины. В настоящее время село необитаемо.

## Население[3]
- 1961 год — 18 человек
- 1971 год — 15 человек
- 1981 год — 5 человек (все сербы)
- 1991 год — 4 человека (все сербы)